# Holme East Waver
Holme East Waver is een civil parish in het bestuurlijke gebied Allerdale, in het Engelse graafschap Cumbria. In 2001 telde het civil parish 306 inwoners.